# Desvelos tour
Desvelos tour è il quinto album dal vivo del gruppo musicale italiano Tazenda, inizialmente pubblicato il 7 maggio 2011 in allegato con L'Unione Sarda in edizione CD+DVD e successivamente pubblicato in formato digitale il 29 giugno 2012.

## Tracce
1. Dance on a Volcano – 4:51 – originariamente dei Genesis
2. Sardinia – 4:01
3. Sutt'e su sole – 5:08
4. Etta abba chelu – 5:27
5. Carrasecare – 6:24
6. Madre Terra – 4:02
7. Non la giamedas Maria – 4:51
8. Procurade 'e moderare – 2:57
9. Phonetic Illusion – 3:59
10. Pitzinnos in sa gherra – 4:46
11. Domo mia – 3:56
12. No potho reposare – 5:24
13. Sa festa – 4:37
14. Mamojada – 6:24

## Formazione
Tazenda
- Beppe Dettori – voce, chitarra acustica
- Gigi Camedda – tastiera, voce secondaria
- Gino Marielli – chitarra solista, cori

Turnisti
- Massimo Cossu – chitarra ritmica
- Massimo Canu – basso
- Marco Garau – batteria
- Marco Camedda – tastiera